# Annona neoinsignis
Annona neoinsignis este o specie de plante angiosperme din genul Annona, familia Annonaceae, descrisă de H. Rainer. Conform Catalogue of Life specia Annona neoinsignis nu are subspecii cunoscute.